# Zapotovke
Zapotovke (lat. Sapotaceae), poveća biljna porodica u redu Ericales raširena pretežno po tropskim predjelima, južna Azija, tropska Afrika, jugoistok Sjeverne Amerike, Srednja i Južna Amerika.
Porodici pripada preko 1300 vrsta, a mnoge daju jestive i korisne plodove, među kojima je i 'čudesno voće' (miracolina, Synsepalum dulcificum), arganovo ulje iz vrste Argania spinosa koje se tradicvionalno proizzvodi u Maroku, a se za njegu kose i kože.

## Rodovi
1. Familia Sapotaceae Juss. (1360 spp.)
  1. Subfamilia Sarcospermatoideae Swenson & Anderb.
    1. Sarcosperma Hook. fil. (11 spp.)

  2. Subfamilia Undescribed
    1. Eberhardtia Lecomte (3 spp.)

  3. Subfamilia Chrysophylloideae Luerss.
    1. Tribus Chrysophylleae Small
      1. Pichonia Pierre (13 spp.)
      2. Pouteria Aubl. (218 spp.)
      3. Van-Royena Aubrév. (1 sp.)
      4. Pleioluma Baill. (40 spp.)
      5. Planchonella Pierre (102 spp.)
      6. Sahulia Swenson (1 sp.)
      7. Sersalisia R. Br. (18 spp.)
      8. Aningeria Aubrév. & Pellegr. (6 spp.)
      9. Aubregrinia Heine (1 sp.)
      10. Breviea Aubrév. & Pellegr. (1 sp.)
      11. Micropholis (Griseb.) Pierre (38 spp.)
      12. Chromolucuma Ducke (6 spp.)
      13. Donella Pierre ex Baill. (17 spp.)
      14. Chrysophyllum L. (74 spp.)
      15. Ecclinusa Mart. (12 spp.)
      16. Delpydora Pierre (2 spp.)
      17. Sarcaulus Radlk. (5 spp.)
      18. Elaeoluma Baill. (5 spp.)
      19. Amorphospermum F. Muell. (1 sp.)
      20. Niemeyera F. Muell. (7 spp.)
      21. Pradosia Liais. (28 spp.)
      22. Pycnandra Benth. (61 spp.)
      23. Synsepalum (A. DC.) Daniell (41 spp.)
      24. Englerophytum K. Krause (19 spp.)
      25. Xantolis Raf. (14 spp.)

    2. Tribus Omphalocarpeae Duband ex Aubrév.
      1. Magodendron Vink (2 spp.)
      2. Omphalocarpum P. Beauverd (25 spp.)
      3. Tridesmostemon Engl. (2 spp.)

  4. Subfamilia Sapotoideae Eaton
    1. Tribus Sideroxyleae Small
      1. Sideroxylon L. (83 spp.)
      2. Neohemsleya T. D. Penn. (1 sp.)
      3. Argania Roem. & Schult. (1 sp.)
      4. Diploon Cronquist (1 sp.)
      5. Subtribus Glueminae Baehni
        1. Neolemonniera Heine (3 spp.)
        2. Lecomtedoxa Dubard (6 spp.)
        3. Gluema Aubrév. & Pellegr. (2 spp.)

    2. Tribus Tseboneae L. Gaut. & Naciri
      1. Tsebona Capuron (1 sp.)
      2. Bemangidia L. Gaut. (1 sp.)
      3. Capurodendron Aubrév. (33 spp.)

    3. Tribus Isonandreae Hartog
      1. Northia Hook. fil. (1 sp.)
      2. Palaquium Blanco (118 spp.)
      3. Aulandra H. J. Lam (3 spp.)
      4. Diploknema Pierre (7 spp.)
      5. Isonandra Wight (10 spp.)
      6. Payena A. DC. (21 spp.)
      7. Burckella Pierre (15 spp.)
      8. Madhuca Ham. ex J. F. Gmel. (117 spp.)

    4. Tribus Sapoteae
      1. Inhambanella (Engl.) Dubard (2 spp.)
      2. Vitellariopsis (Baill.) Dubard (5 spp.)
      3. Vitellaria C. F. Gaertn. (1 sp.)
      4. Tieghemella Pierre (2 spp.)
      5. Mimusops L. (43 spp.)
      6. Autranella A. Chev. (1 sp.)
      7. Baillonella Pierre (1 sp.)
      8. Labramia A. DC. (10 spp.)
      9. Labourdonnaisia Bojer (6 spp.)
      10. Letestua Lecomte (1 sp.)
      11. Faucherea Lecomte (11 spp.)
      12. Manilkara Adans. (79 spp.)